# Jean Giraud
Jean Henri Gaston Giraud (n. 8 mai 1938, Nogent-sur-Marne, Seine, Franța – d. 10 martie 2012, Montrouge, Île-de-France, Franța) a fost un desenator francez de benzi desenate. Giraud a devenit faimos în întreaga lume sub pseudonimul de Moebius și într-o măsură mai mică sub pseudonimul Gir.

## Bibliografie

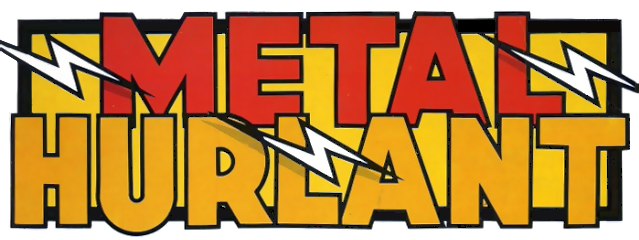
Sigla revistei Metal hurlant din 1975

### Ca Jean Giraud
- Blueberry, 29 volume, artist (toate volumele), scriitor vol 25-29
- Jim Cutlass (7 volume, 1979–1999), artist vol. 1, scriitor vol 2-7
- XIII (volumul 18), artist
- Marshall Blueberry (3 volume, 2000), scriitor
- Le Cristal Majeur (3 volume, 1986–1990), scriitor (artist: Bati), Paris: Dargaud

### Ca Moebius
- Le Bandard fou, scriitor & artist
- Arzach, scriitor & artist
- The Long Tomorrow (original în engleză, 1976), artist
- L'Homme est-il bon?, scriitor & artist
- Le Garage Hermétique, scriitor & artist
- Les Yeux du Chat (1978), artist
- Tueur de monde (1979), scriitor & artist
- l'Incal (6 volume), artist
- Les Maîtres du temps (1982), artist
- Venise céleste (1984), scriitor & artist
- Le Monde d'Edena (1985–2001), scriitor & artist
- Altor (7 volumes, 1986 - ), scriitor
- Silver Surfer: Parable (original în engleză, 1988–1989), artist
- Escale sur Pharagonescia (1989), scriitor & artist
- Les Vacances du Major (1992), scriitor & artist
- Le Coeur couronné, artist
- Les Histoires de Monsieur Mouche (1994), artist
- Griffes d'Ange (1994), artist
- Little Nemo (1994), scriitor
- Ballades (1 volume, 1995), artist
- Après l'Incal (2000 - ), artist
- Icare (2005), scriitor
- Halo Graphic Novel (original în engleză, 2006), artist
- Inside Moebius (2000–2010), scriitor & artist
- Arzak L'Arpenteur (2010), scriitor& artist